# Ilkka Paunio
Ilkka Kalervo Paunio, född 19 april 1931 i Stockholm, död 31 juli 2008 i Esbo, var en finländsk tandläkare. Han var bror till Jouko och Keijo Paunio.
Paunio blev student 1951, odontologie licentiat i Helsingfors 1957 och odontologie doktor i Åbo 1967. Han studerade även vid Forsyth Dental Center (Harvard School of Dental Medicine) 1962–1964. Han var biträdande lärare vid Åbo universitet 1961–1969, yngre forskare vid Finlands akademi 1970–1972, professor i karieslära vid Kuopio högskola 1972–1975 och dito vid Helsingfors universitet 1975–1995.